# Бычек (приток Кривого Торца)
Бычек (Клебан-Бык, Клебань-Бык, укр. Клебан-Бик) — река на Украине, протекает в Донецкой области. Левый приток в Кривого Торца (бассейн Азовского моря). Длина 43 км. Площадь водосборного бассейна 401 км². Уклон 2,1 м/км. Долина корытоподобная.
Питается за счёт атмосферных осадков. Ледостав неустойчив (с декабря до начала марта). Используется для сельскохозяйственных нужд. На реке расположено Клебан-Быкское водохранилище, а также РЛП «Клебан-Бык».
Берёт начало у посёлка Новоалександровка. Первые 30 км течет преимущественно с юга на север, остальные с запада на восток. Протекает по территории Покровского и Константиновского районов Донецкой области через Воздвиженку, Барановку, Новооленовку и Яблуновку. Впадает в Кривой Торец сразу за Клебан-Быкским водохранилищем в поселке Клебан-Бык. На реке устроено множество прудов. Крупнейший правый приток — река Калиновка.